# 绒毛大沙叶
绒毛大沙叶（学名：Pavetta tomentosa），为茜草科大沙叶属下的一个植物种。